# UeE 8
Die Tenderlokomotive UeE 8 der Uetersener Eisenbahn (UeE) war eine Straßenbahnlokomotive für den Rangierdienst und wurde von Hanomag 1910 gebaut. Sie stand bis etwa 1928 in Betrieb.

## Geschichte
Die Aufgabe der Lokomotive war die Zustellung von einzelnen Güterwagen in Privatbahnanschlüsse, die von der Bahnstrecke Hamburg–Elmshorn–Kiel zur aufstrebenden Industriestadt Uetersen über die Uetersener Eisenbahn geliefert wurden. Um diese Güterwagen weiter auf die Industrieanschlüsse zu verteilen, die zum Teil Gleisradien von 20 m aufwiesen, war es erforderlich, diese Wagen auf normalspurige Rollböcke zu verladen und in die Anschlussgleise zu verschieben.
Dafür war die Lokomotive mit einer zweireihigen Pufferanordnung ausgeführt, um die Güterwagen sowohl ohne als auch mit Rollbock verschieben zu können. Sie war 18 Jahre in Betrieb. Mit der Verlegung der Gleise in den Randbereich der Stadt wurde sie überflüssig und etwa 1928 ausgemustert sowie verschrottet.

## Konstruktion
Einige Daten im Datenblatt weichen vom Hanomag-Werkfoto geringfügig ab, so dass vermutlich während der Betriebszeit Änderungen vorgenommen wurden. Die Lokomotive hatte einen Innenrahmen mit Blechplatten von 10 mm Stärke, der gleichzeitig als Wasserkastenrahmen ausgelegt war. Die Zylinder waren ebenso wie die Steuerung außen gelagert. Die Dampfverteilung wurde über eine Heusinger-Steuerung mit Flachschiebern geregelt.
Triebwerk und Steuerung waren über hochklappbare Seitenbleche gegen Flugsand und Verschmutzung geschützt. Die Lok besaß einen luftgekühlten Rohrkondensator auf dem Dach, um den  Abdampf zu Wasser zu kondensieren. Um die Anwohner vor der Belästigung durch Rauch zu schützen, konnte der Kondensator über einen Umschalter wahlweise zwischen Auspuff oder Dampfniederschlag umgeschaltet werden.
Der liegend angeordnete Dampfkessel hatte eine Feuerbüchse aus Kupfer. Der Rost war waagerecht angeordnet. Der Stehkessel trug einen Dampfdom und einen Sandkasten für Handsandstreuer. Der rundum laufende Kastenaufbau war offen. In der hinteren rechten Ecke des Aufbaues befand sich der Kohlenkasten. Die Lokomotive besaß ein Dampfläutewerk Bauart Latowski. Die Dampfmaschine wurde von einem Dampfschmierapparat Bauart de Limon geschmiert. Über den oberen Stangenpuffern war die Halterung für die Beleuchtung.